# Stefan Głogowski
Stefan Głogowski ps. „Józef” (ur. 24 grudnia 1910 w Dortmundzie, zm. 6 lutego 1948 w Warszawie) – kapitan AK.

## Życiorys

### Okres przedwojenny
Syn Walentego i Franciszki z Napierałów. W 1922 przyjechał z rodzicami do Polski, w 1931 ukończył Liceum im. Juliusza Słowackiego w Kowlu, a w 1934 Szkołę Podchorążych Artylerii w Toruniu i rozpoczął służbę jako ppor. w 27 pułku artylerii lekkiej we Włodzimierzu Wołyńskim. W 1937 awansowany do stopnia porucznika, przeniesiony do dywizjonu pomiarów artylerii w Wesołej pod Warszawą.

### Okres wojny
W kampanii wrześniowej 1939 dowódca plutonu topograficzno-ogniowego 27 pal, włączonego następnie do SGO „Polesie” gen. Franciszka Kleeberga. Po kapitulacji zbiegł z transportu jenieckiego. W Radomiu wstąpił do ZWZ jako oficer wywiadu, w obawie przed dekonspiracją przeniósł się do Niemojewic koło Warki. W 1943 pod ps. „Józef” komendant Ośrodka w Grójcu Obwodu „Głuszec” AK (pow. Grójec) i oficer przyjmujący zrzuty. 11 listopada 1943 rozkazem KG AK awansowany do stopnia kpt. 27 marca 1944 uczestniczył w akcji odbicia więźniów z siedziby Gestapo w Grójcu. W marcu 1945 dowódca oddziału ROAK. W maju 1945 wykonał egzekucję na szefie PUBP w Warce, a w czerwcu tego roku na szefie PUBP w Grójcu Ładysławie Inowolskim. 22 listopada 1945 jego oddział zaatakował siedzibę PUBP w Grójcu. Do głośnych akcji „Józefa” należy również udana próba odbicia ze szpitala przy ul. Kowieńskiej na warszawskiej Pradze strzeżonego przez milicję członka oddziału Leonarda Komorowskiego, rannego w akcji na grójecki PUBP. Głogowski leczył go we własnym mieszkaniu. Zagrożony aresztowaniem, przeniósł się do Warszawy, utrzymując kontakty z oddziałem.

### Aresztowanie i śmierć
Aresztowany w Warszawie 23 maja 1946. Po ciężkim śledztwie 8 września 1947 ława WSR w Warszawie S.2570 pod przewodnictwem mjr Jana Ryczanowskiego skazała go w procesie Sr.945/47 na podstawie art.86 §2 KKWP na karę śmierci. W uzasadnieniu wyroku napisano: „Energiczny, rzutki, inteligentny. W oddziale zaprowadził żelazną dyscyplinę”, „Nic w tym czasie co działo się na terenie pow. grójeckiego, nie działo się wbrew woli, bez aprobaty lub zezwolenia »Józefa«”. Prezydent Bierut nie skorzystał z prawa łaski, choć zespół sędziowski NSW wyraził pisemne „poparcie dla zamiany kary śmierci na dożywotnie więzienie” ze względu na zasługi wojenne. Stracony 6 lutego 1948 w więzieniu mokotowskim.

## Upamiętnienie i rehabilitacja
Grób symboliczny znajduje się na Cmentarzu Wojskowym w Kwaterze „na Łączce”. 30 marca 1992 kpt. Głogowski został pośmiertnie uniewinniony.